# Maschi contro femmine - Femmine contro maschi
Maschi contro femmine - Femmine contro maschi è una compilation formata da due CD di 15 brani ognuno disponibile dal 1º febbraio 2011 per la Columbia Records/Sony Music.

## Il disco
Nei dischi sono racchiusi tutti i brani usati come colonne sonore sia in Maschi contro femmine che in Femmine contro maschi. Bruno Zambrini è il compositore delle musiche strumentali. Fausto Brizzi ha scritto il testo in inglese della canzone Welcome to Bora-Bora.

## Tracce

### CD 1
1. Noemi – Vuoto a perdere – 4:03
2. Train – Hey, Soul Sister – 3:36
3. Bruno Zambrini – Ti amo ancora (instrumental) – 3:28
4. Christina Aguilera – Beautiful – 4:00
5. Luca Carboni – Le storie d'amore – 4:58
6. Bruno Zambrini – Il mio migliore amico (instrumental) – 3:57
7. Elvis Presley – Always on My Mind – 3:38
8. Giusy Ferreri – Non ti scordar mai di me – 3:28
9. Bruno Zambrini – Vita quotidiana (instrumental) – 3:19
10. Spandau Ballet – How Many Lies? – 5:17
11. Avril Lavigne – Complicated – 4:04
12. Bruno Zambrini – C'era una volta (instrumental) – 2:04
13. Raf – Non è mai un errore – 4:29
14. L'Aura – Sei come me – 3:29
15. Nadia Stacchini – Welcome to Bora Bora – 2:57

### CD 2
1. Francesco Baccini – Maschi contro femmine – 3:39
2. Jamie Cullum – Music Is Trough – 7:08
3. Bruno Zambrini – Noi (instrumental) – 2:31
4. Clive Riche – L-O-V-E – 2:32
5. Gloria Gaynor – I Will Survive – 3:17
6. Bruno Zambrini – Dichiarazione d'amore (instrumental) – 3:32
7. Noemi e Fiorella Mannoia – L'amore si odia – 3:09
8. Eros Ramazzotti – Più bella cosa – 4:24
9. Bruno Zambrini – Maschi contro femmine (instrumental) – 3:12
10. Gianluca Grignani – Sei sempre stata mia – 3:40
11. Le Vibrazioni – Dedicato a te – 4:27
12. Bruno Zambrini – Inizio e fine (instrumental) – 3:28
13. Savage Garden – Truly Madly Deeply – 4:24
14. Michael Bolton – When a Man Loves a Woman – 3:50
15. Nadia Stacchini – Go – 2:02